# Ted Nash
Theodore Allison "Ted" Nash II, född 29 oktober 1932 i Melrose, död 3 juli 2021 i Medford var en amerikansk före detta roddare.
Nash blev olympisk guldmedaljör i fyra utan styrman vid sommarspelen 1960 i Rom.